# Rynek w Grudziądzu
Rynek w Grudziądzu – prostokątny rynek o wymiarach 54 na 70 metrów na Starym Mieście w Grudziądzu.
Z rynku wychodzi osiem ulic: Prosta, Kościelna, Długa, Wieżowa, Mickiewicza, Szewska, Pańska (w latach 1951–1990 ul. 22-go Lipca) i Mikołaja Reja.

## Historia

### Mały Rynek

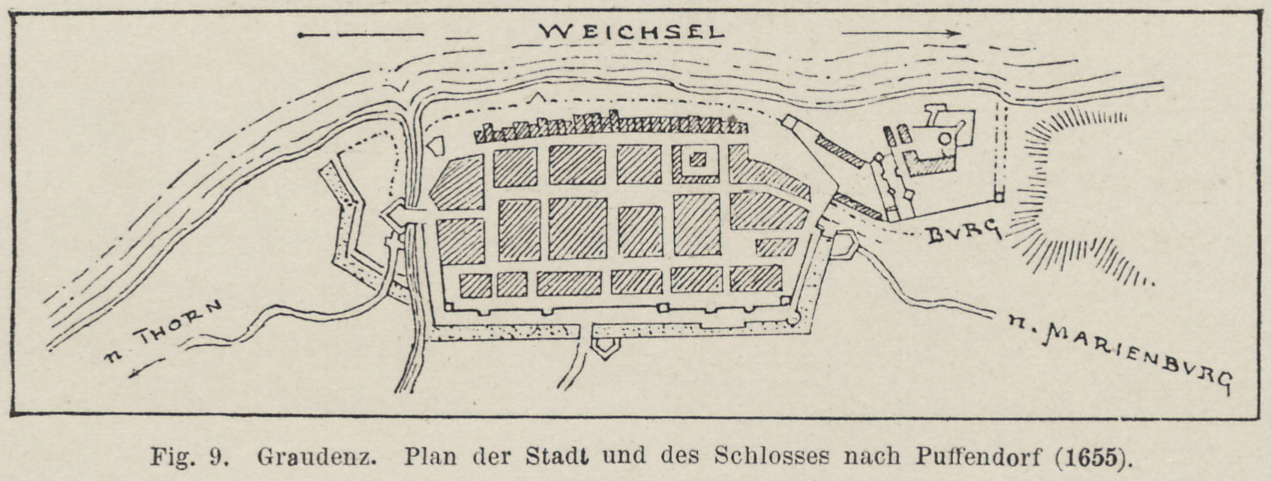
Plan miasta i zamku wg Puffendorfa z 1655 roku. Przy drodze prowadzącej do Bramy Łasińskiej w stronę Malborka (niem. Marienburg) widoczny jest Mały Rynek.

Pierwotny centralny plac Grudziądza, zwany w późniejszych latach Małym Rynkiem, powstał jeszcze przed jego lokacją w 1291 roku, najprawdopodobniej w latach 1222–1231, gdy miasto było jeszcze w posiadaniu biskupa Chrystana. 
W XVII-wiecznych planach miasta Mały Rynek nadal istniał. Znajdował się on przy obecnej ul. Starorynkowej, która stanowiła jego pierzeję południową, ul. Długa była pierzeją wschodnią, zaś ul. Stara wychodziła od jego pierzei zachodniej w stronę północnej bramy miasta (Bramy Łasińskiej). Obszar ten został zabudowany dopiero w XVIII wieku, a jego częściową pozostałością jest dzisiejszy plac Miłośników Astronomii.

### Duży Rynek
Po przejęciu miasta przez Zakon krzyżacki, w latach 1286–1300 wytoczono Duży Rynek. W tym czasie wybudowano drewniane kamieniczki, dom kupiecki oraz ratusz. Z powodu użytego budulca w mieście często wybuchały pożary, które dosięgały także głównego placu miasta, w tym ratusza, który był kilkakrotnie odbudowywany.
W maju 1411 roku na grudziądzkim rynku został ścięty przez krzyżackiego kata Mikołaj z Ryńska (łac. Nicolas von Renis) – chorąży rycerstwa ziemi chełmińskiej, jeden z założycieli i przywódców Związku Jaszczurczego. 21 marca 1522 roku podczas odbywającego w Grudziądzu Sejmiku Generalnego Prus Królewskich w tutejszym ratuszu Mikołaj Kopernik wygłosił traktat o wypieraniu lepszej monety przez gorszą.
Ostatnia siedziba władz miejskich o konstrukcji szachulcowej ostała się do roku 1851, gdy na polecenie władz pruskich została rozebrana. Ratusz w połowie XIX wieku przeniesiono w zachodnią pierzeję rynku. W wyniku pożaru budynku w 1893 roku siedzibą Magistratu zostało dawne Kolegium Jezuickie, któremu dobudowano wieżę z zegarem. Kolegium do dziś stanowi siedzibę władz miasta.
We wschodniej części rynku, na miejscu rozebranych sukiennic, w latach 1783–1784 zbudowano kościół ewangelicki im. Króla Fryderyka II Wielkiego. Do świątyni dostawiono wieżyczkę z zegarem, przeniesioną ze zrujnowanego i rozebranego na potrzeby budowlane dawnego zamku krzyżackiego w Starogrodzie. W 1843 roku rynek po raz pierwszy został wybrukowany kostką granitową i bazaltową. Kościół na rynku z biegiem lat okazał się być za mały dla rozrastającej się społeczności ewangelickiej. 7 czerwca 1861 wybuchła panika, gdy ktoś zaalarmował o jego pożarze. W tłumie uciekających parafian zostało stratowanych na śmierć 14 osób. Kościół został rozebrany w 1899 roku.
Od 1896 roku w zachodniej pierzei rynku, w miejscu dawnego ratusza działał hotel i restauracja „Królewski Dwór” (niem. „Koeniglicher Hof”), który funkcjonował do II wojny światowej. W czasie wojny hotel uległ zniszczeniu, a na jego miejscu wybudowano cztery kamieniczki stylizowane na barokowe.

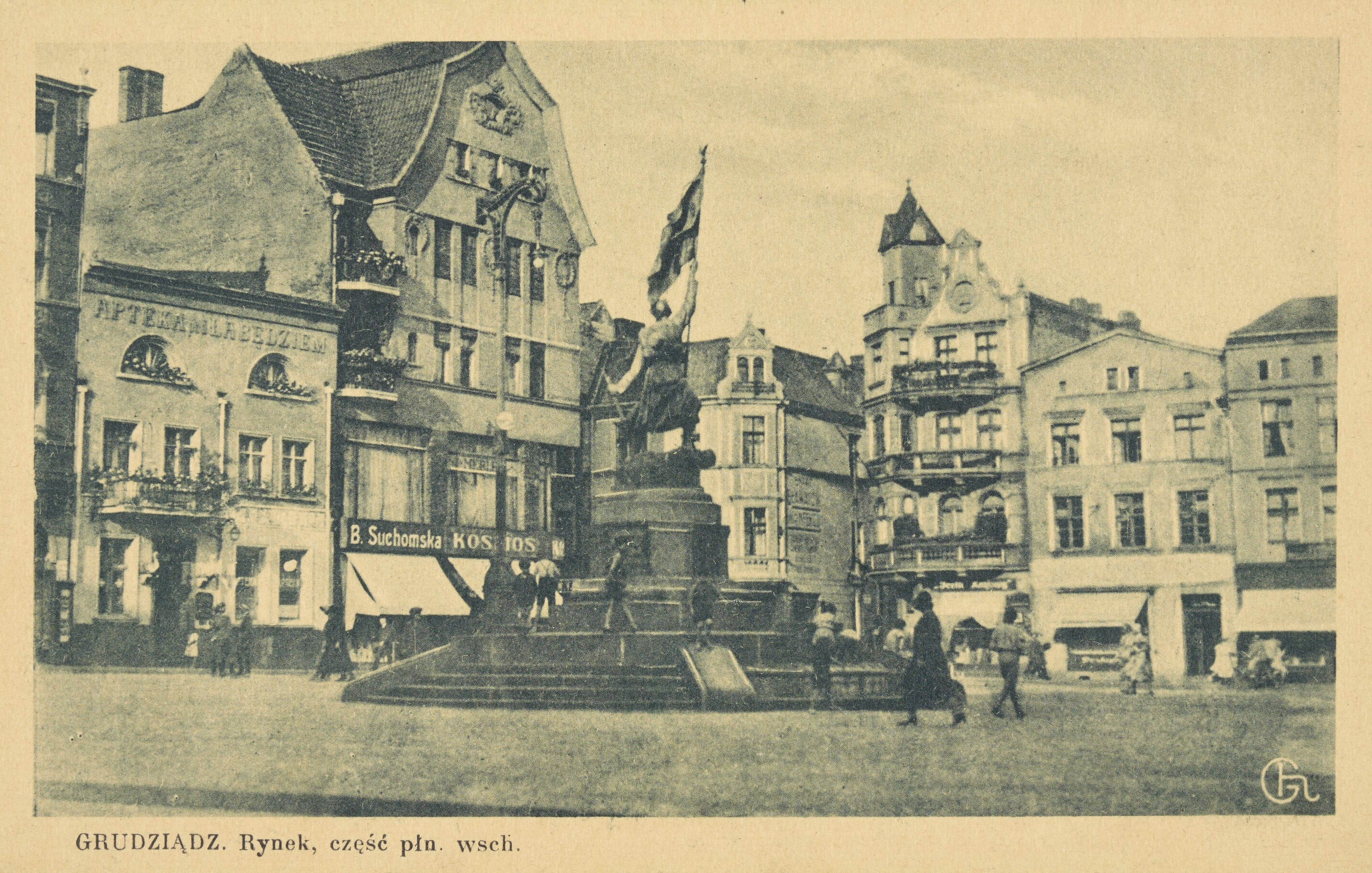
Rynek w 1932 roku

W 1911 roku, w centralnej części rynku odsłonięto pomnik Wilhelma I. Po przyłączeniu miasta do odrodzonej polski 23 stycznia 1920 roku na grudziądzki rynek wkroczył I Szwadron Ułanów Krechowieckich z grupy Frontu Pomorskiego. Tego samego dnia został zlikwidowany pomnik, po którym pozostawiono tylko cokół. 30 listopada 1930 roku, dla uczczenia 10 rocznicy powrotu Pomorza do Polski i 100 rocznicy wybuchu powstania listopadowego, odsłonięto Pomnik Niepodległości. Został on zniszczony w 1939 roku w czasie II wojny światowej. Wierną rekonstrukcję pomnika odsłonięto dopiero w październiku 1986 roku.
W 2010 roku rynek przeszedł renowację, podczas której przywrócono dawną nawierzchnię, postawiono latarnie stylizowane na XIX-wieczne, zaś cokół pomnika wykonano na wzór przedwojennego.
Nieprzerwanie od 1896 roku przez rynek przejeżdżają tramwaje. Ze względu na ciasne uliczki Starego Miasta, w tym właśnie miejscu znajduje się jedyna w Grudziądzu mijanka.
W 2015 roku w północno-zachodnim narożniku placu stanęła ławeczka z Mikołajem Kopernikiem ekonomistą, który w 1522 roku w ratuszu na rynku wygłosił swój traktat o monecie.

## Zabudowa
Otoczenie rynku do XVI wieku stanowiły drewniane kamieniczki, najczęściej konstrukcji szkieletowej. Niszczone pożarami i przebudowywane nie przetrwały do dzisiejszych czasów.
Do połowy XIX wieku dominowała w mieście jednopiętrowa zabudowa, potem budynki podwyższano, zmieniając często kształt i układ dachów. Po zniszczeniach wojennych w 1945 roku, w latach 50. w pierzei zachodniej i południowej wybudowano nowe barokowe kamienice, nawiązujące wyglądem do architektury starych domów hanzeatyckich.
Wśród dominującej zabudowy z przełomu XIX i XX wieku najstarszą z kamienic jest „Kamienica pod Łabędziem”. Powstała z połączenia dwóch lub więcej domów z XVI/XVII wieku ze stiukowym godłem z łabędziem. Wewnątrz budynku zachowało się obramowanie kominka oraz klatka schodowa z balustradą. Przez wiele lat znajdowała się w nim apteka „Pod Łabędziem”.
Do zabytkowej zabudowy należą także dwa domy kupieckie w północnej pierzei rynku. Dom Towarowy Korzeniewskich, znajdujący się naprzeciwko kościoła, posiada zabudowę nowoczesną konstrukcji żelbetowej. Został zbudowany w latach 1912–1914 według projektu Biura Architektonicznego Ferdynanda Ehlena z Nordhausen.

## Galeria

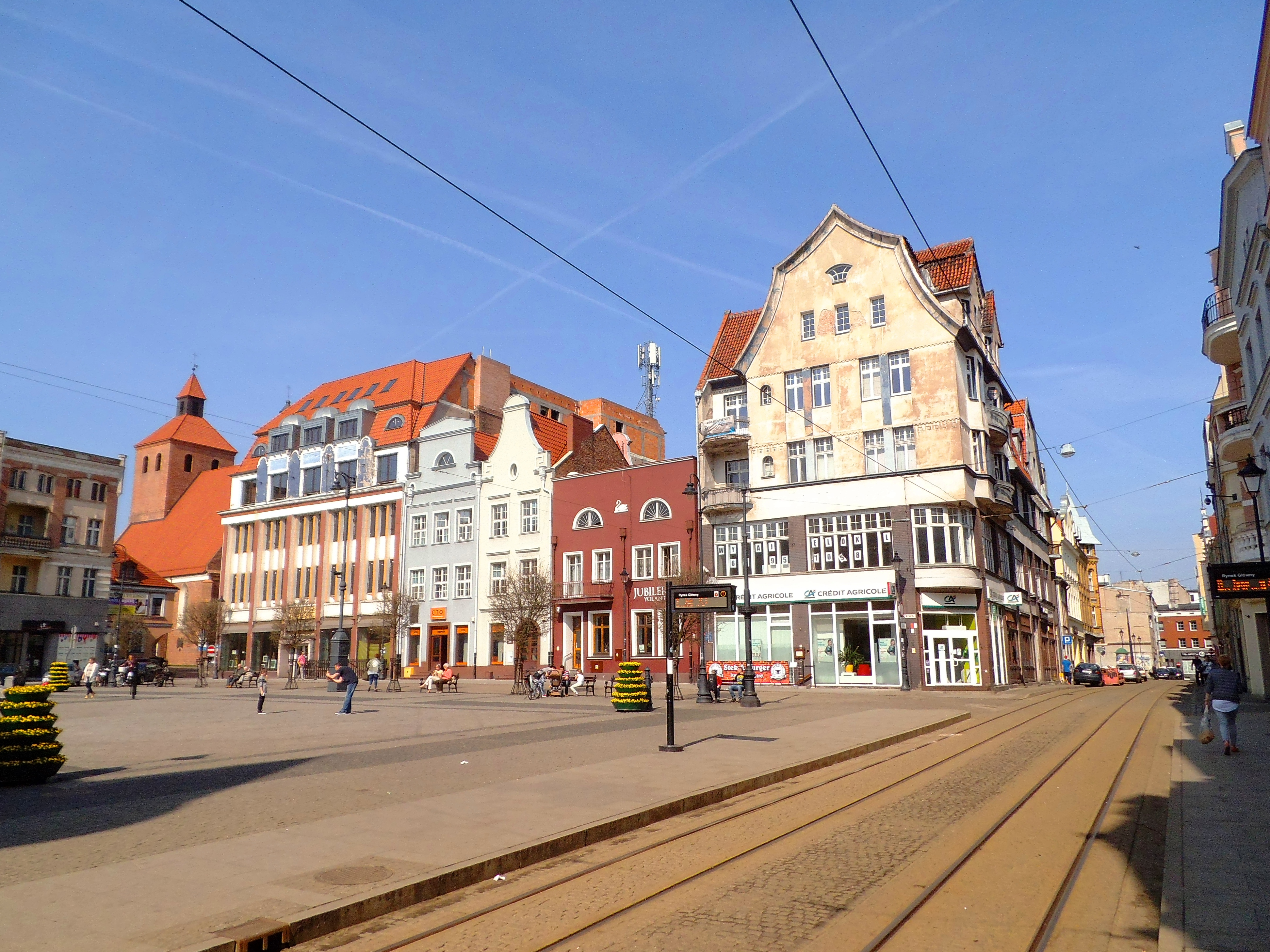
Północna pierzeja rynku
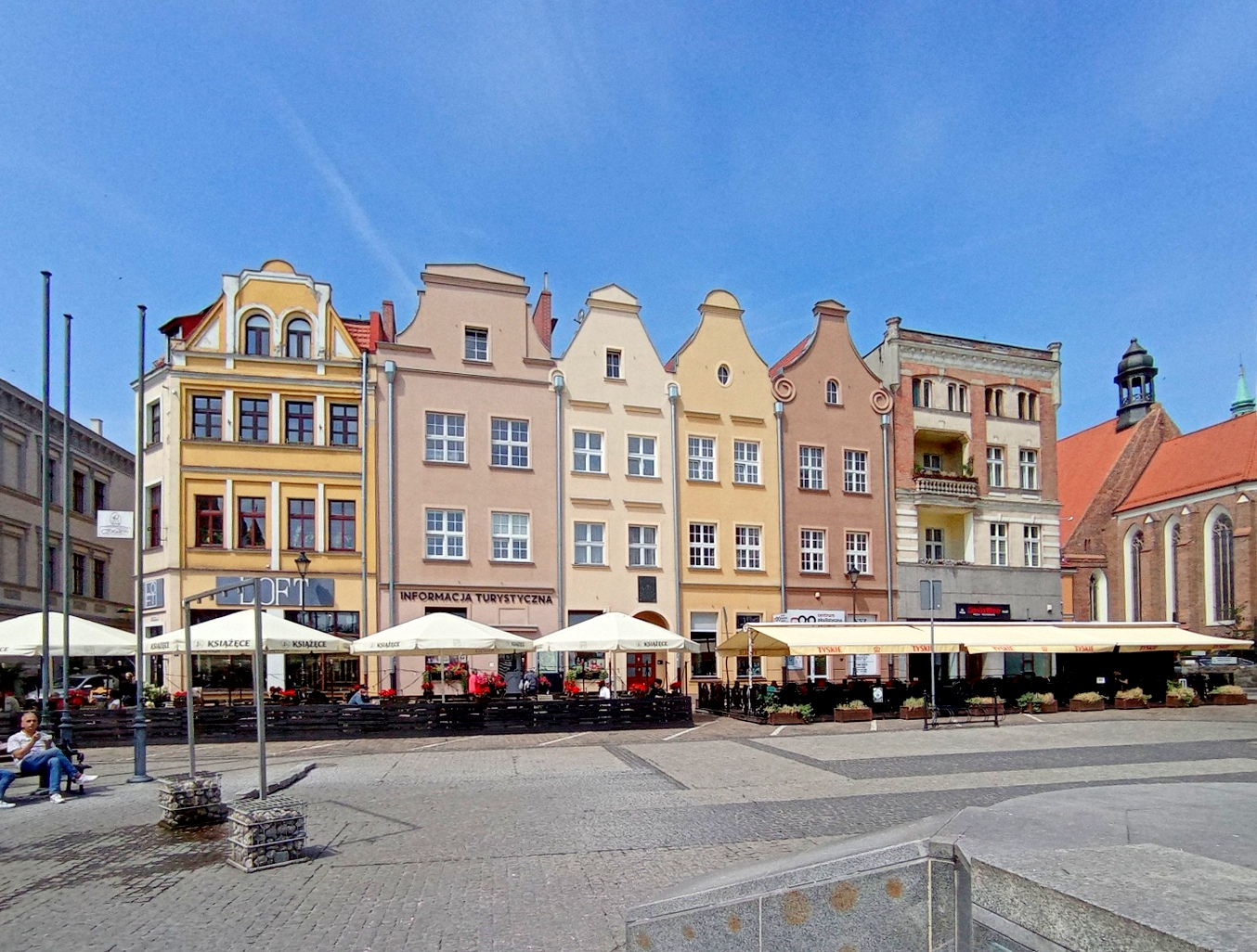
Zachodnia pierzeja rynku
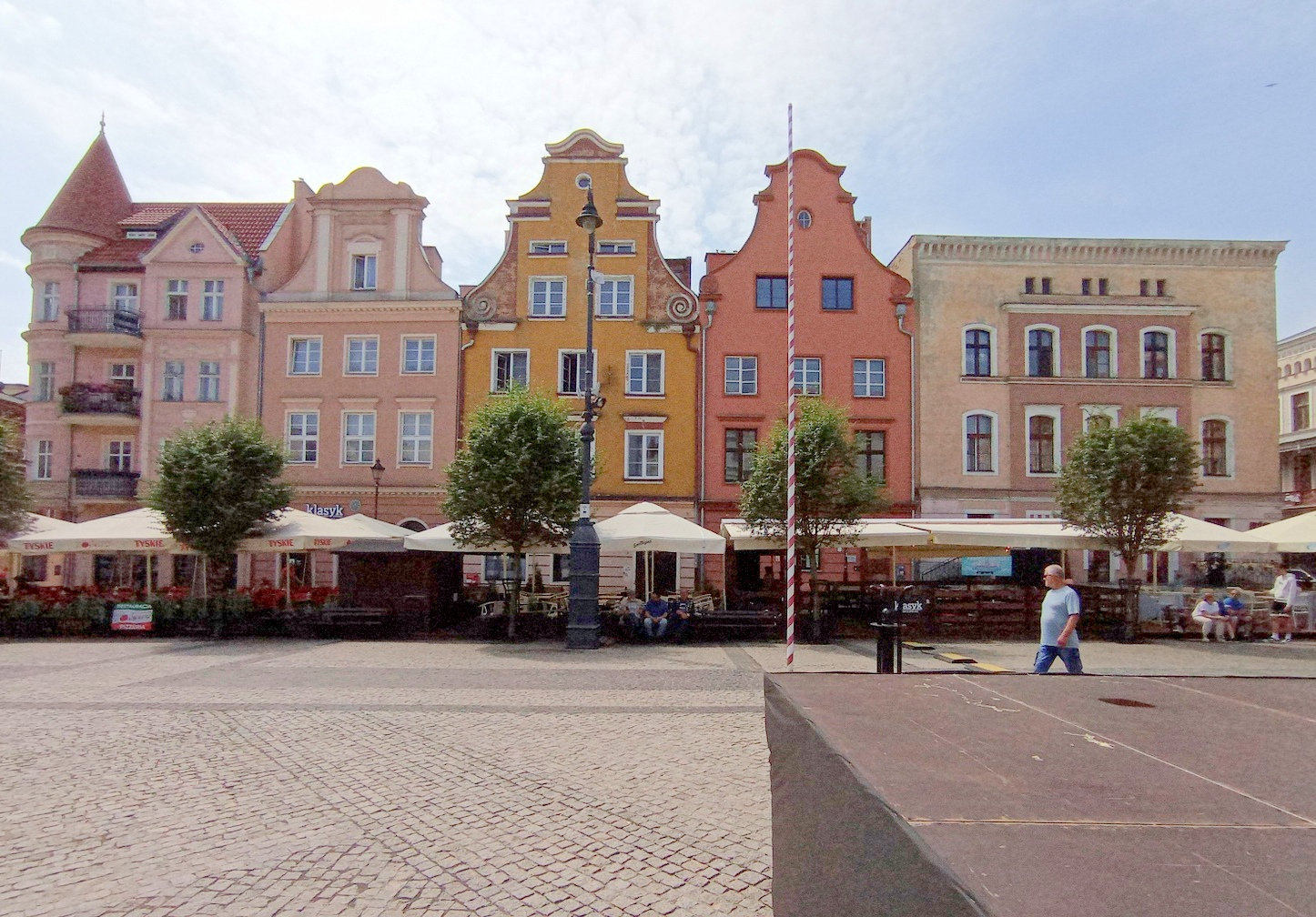
Południowa pierzeja rynku
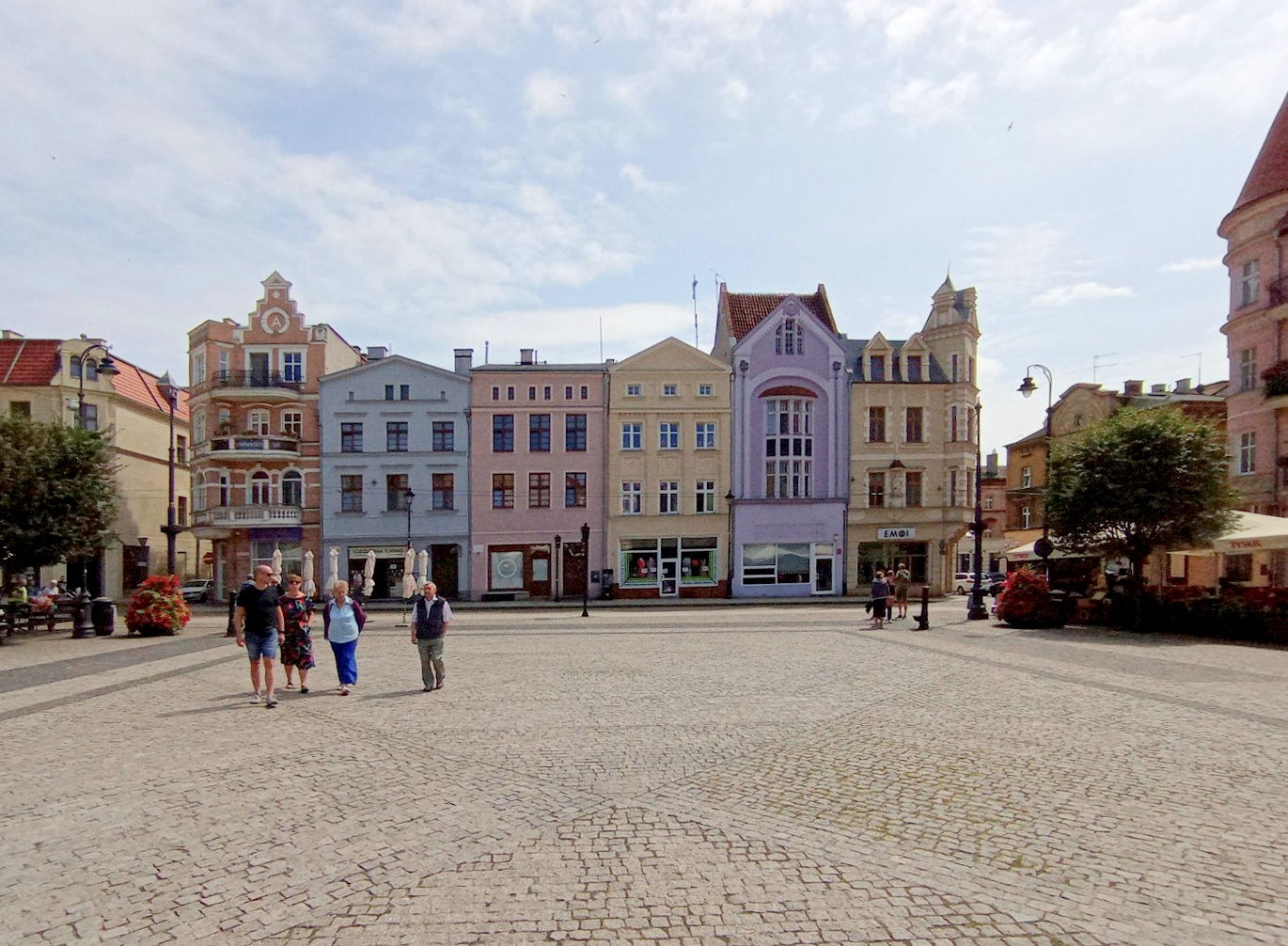
Wschodnia pierzeja rynku
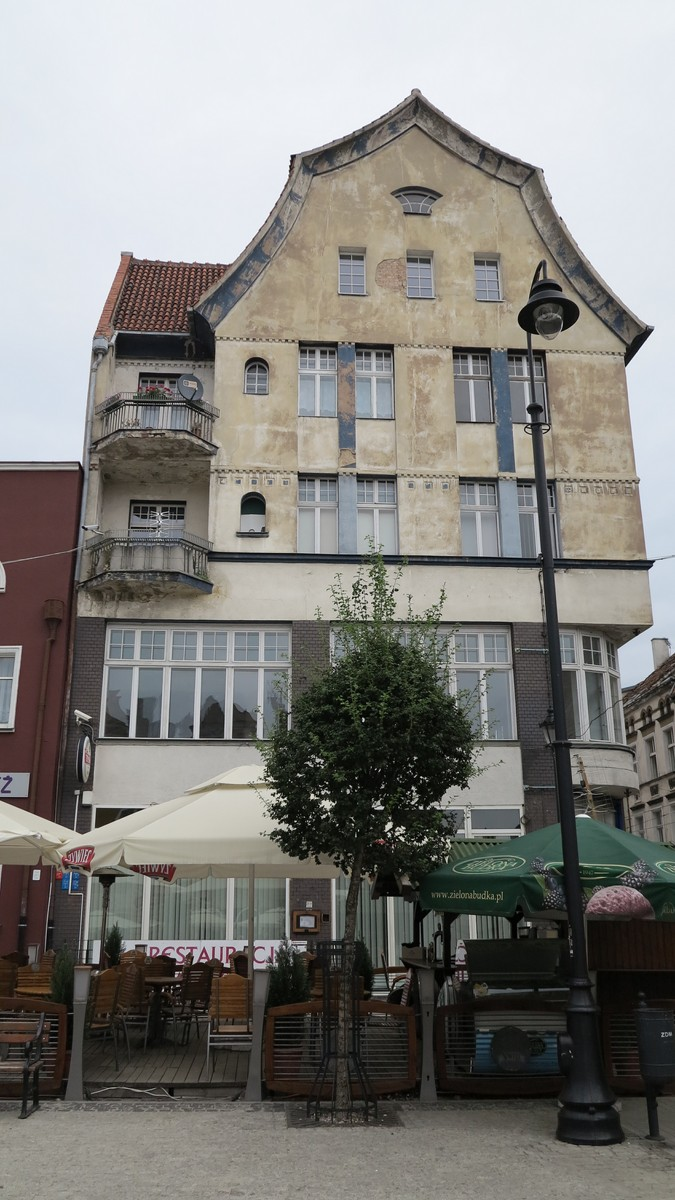
Dom towarowy przy ul. Rynek 18-19
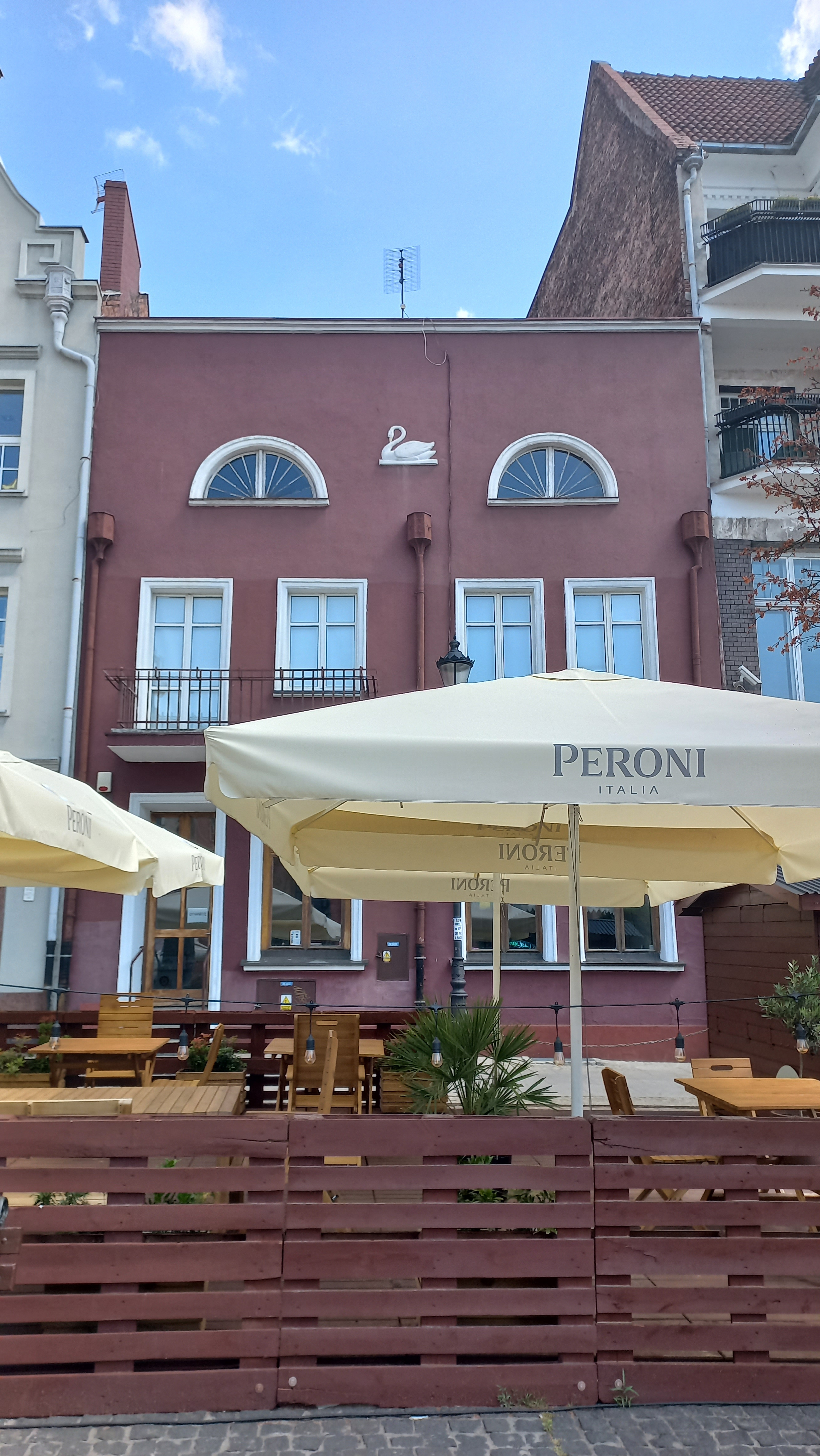
Kamienica Pod Łabędziem
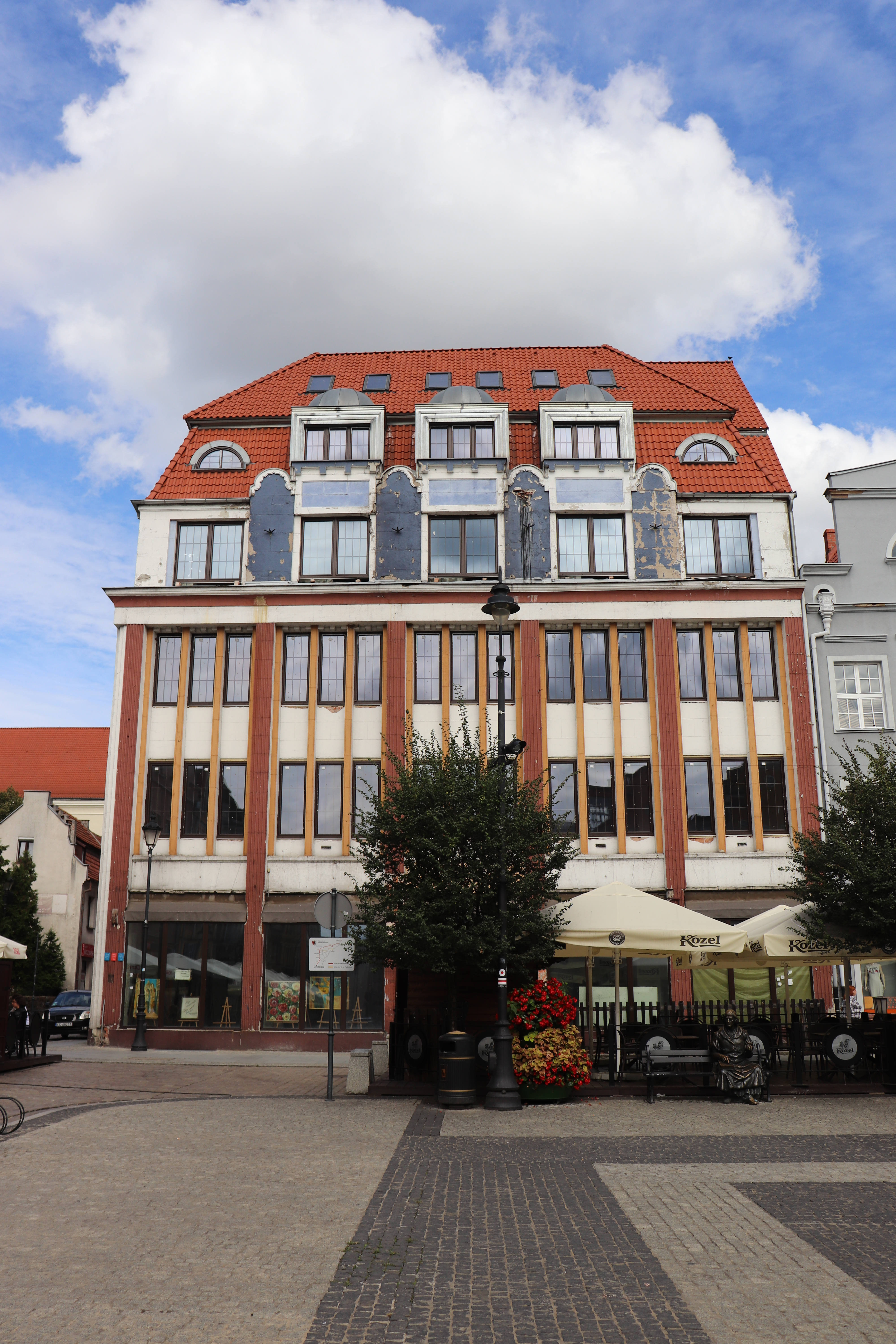
Dom Towarowy Korzeniewskich
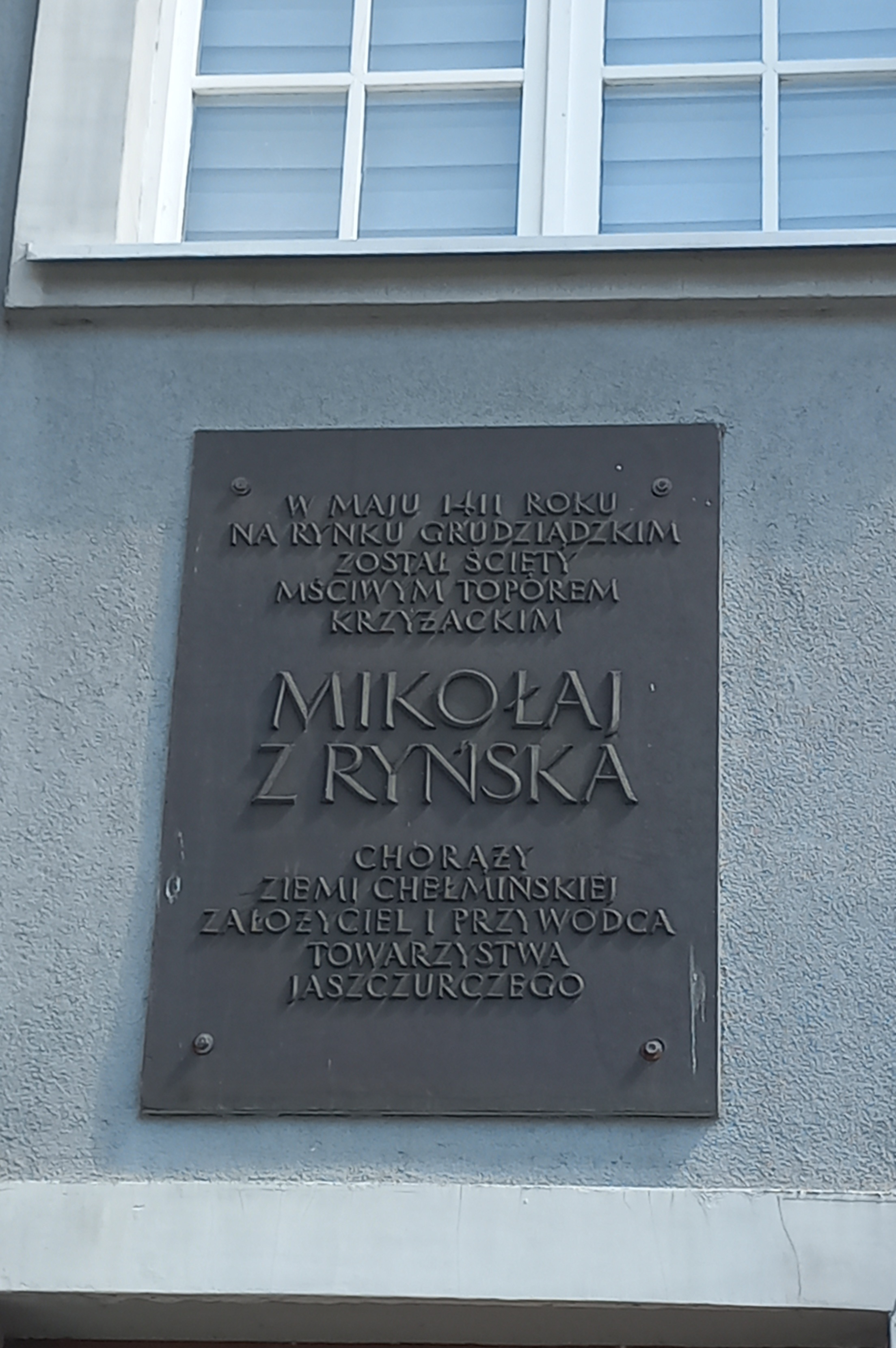
Tablica na ścianie kamienicy nr 21, upamiętniająca ścięcie Mikołaja z Ryńska na rynku w Grudziądzu
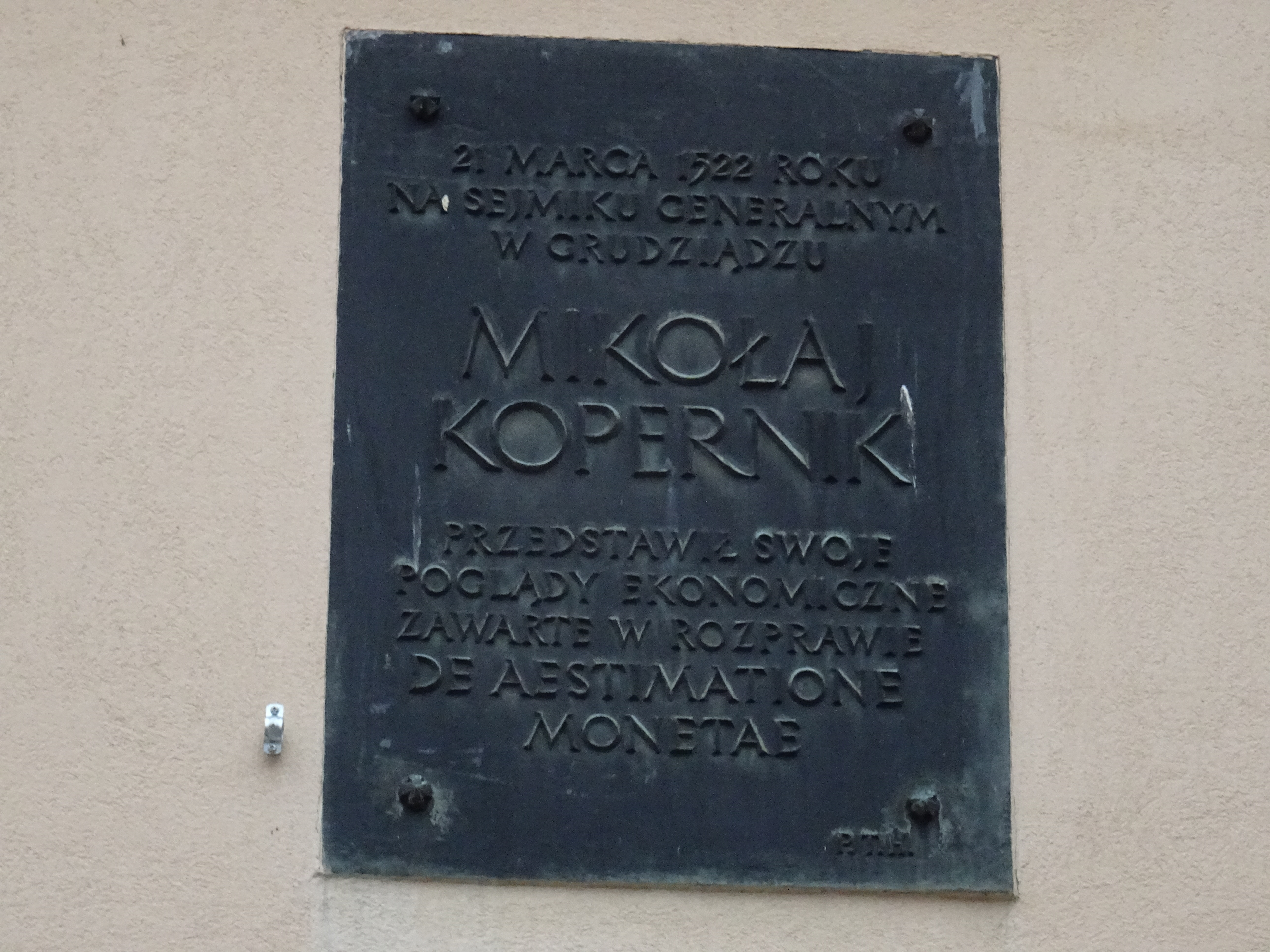
Tablica na ścianie kamienicy nr 3-5 przy rynku, upamiętniająca wygłoszenie „Traktatu o monecie” przez Mikołaja Kopernika w Grudziądzu w 1522 roku
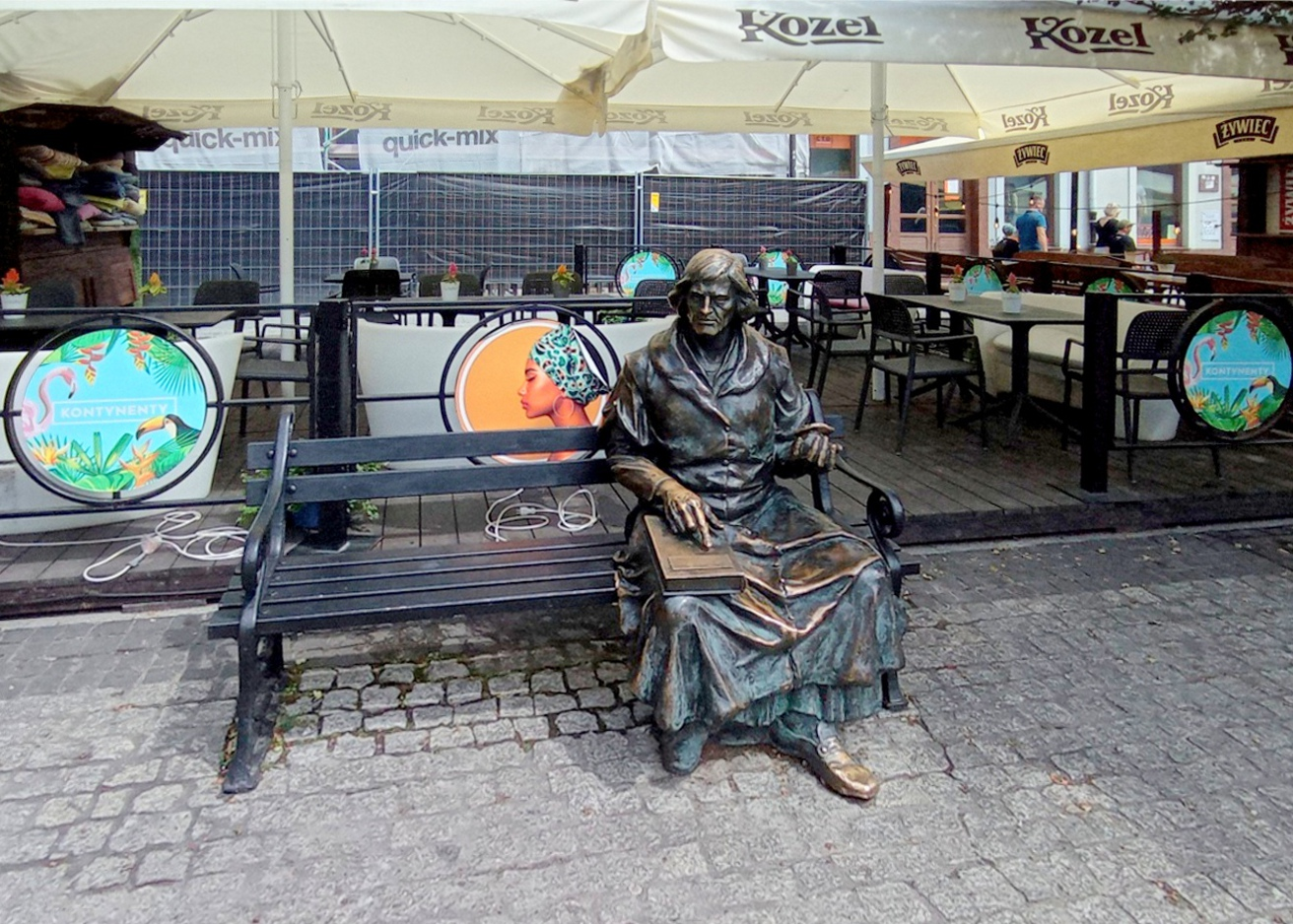
Ławeczka Kopernika
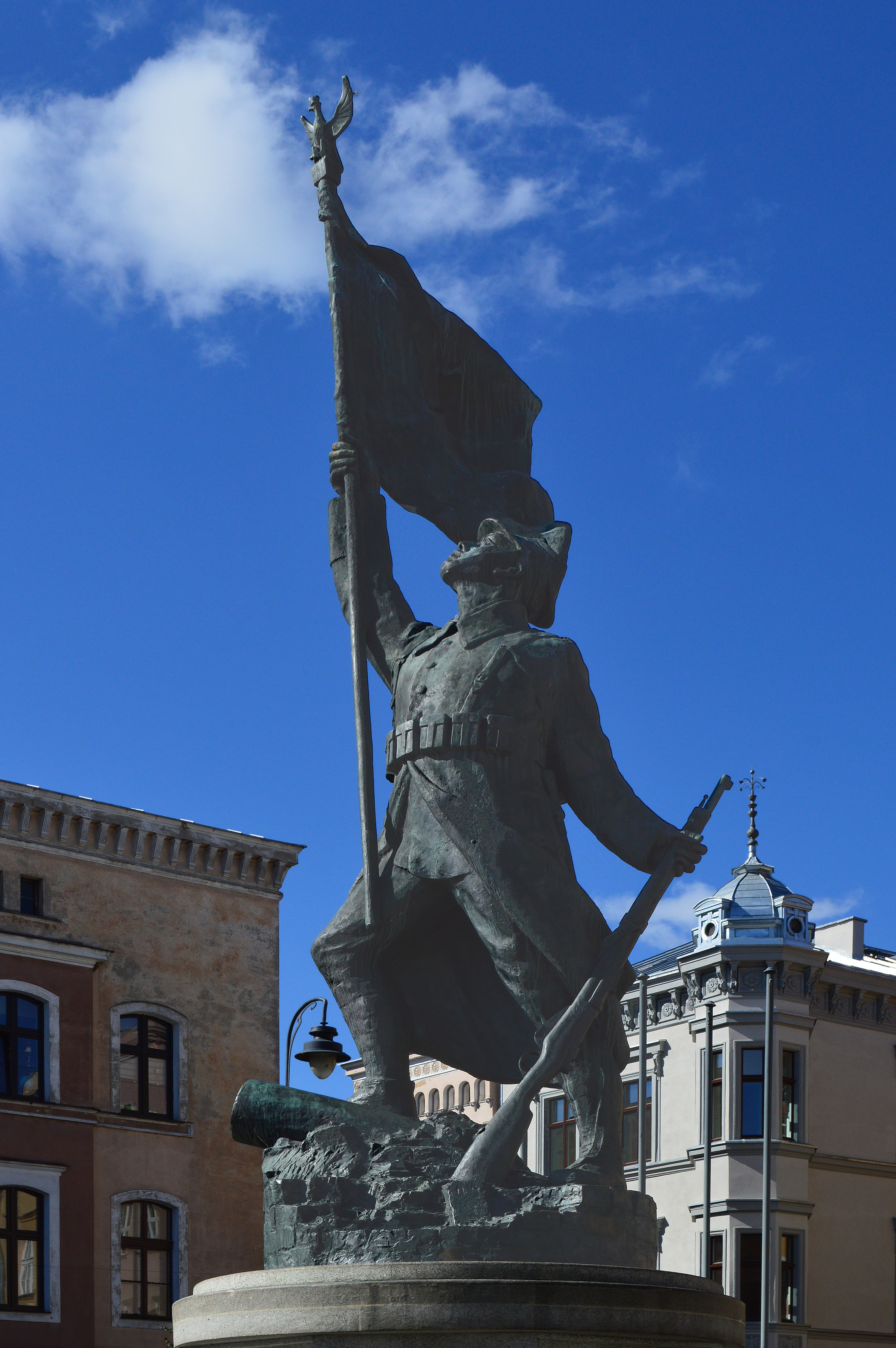
Pomnik Żołnierza Polskiego
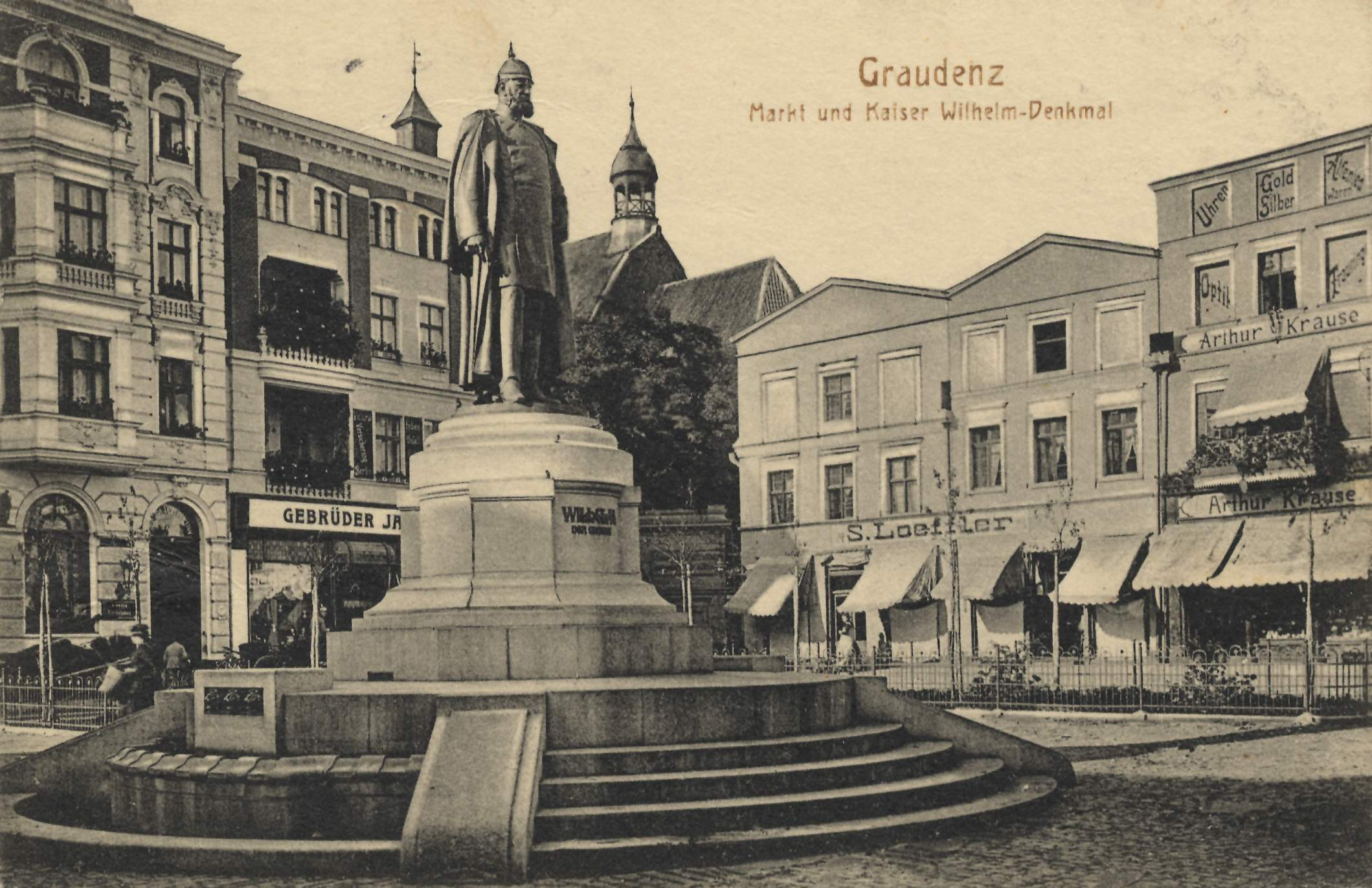
Pomnik Wilhelma I na pocztówce z 1916 roku
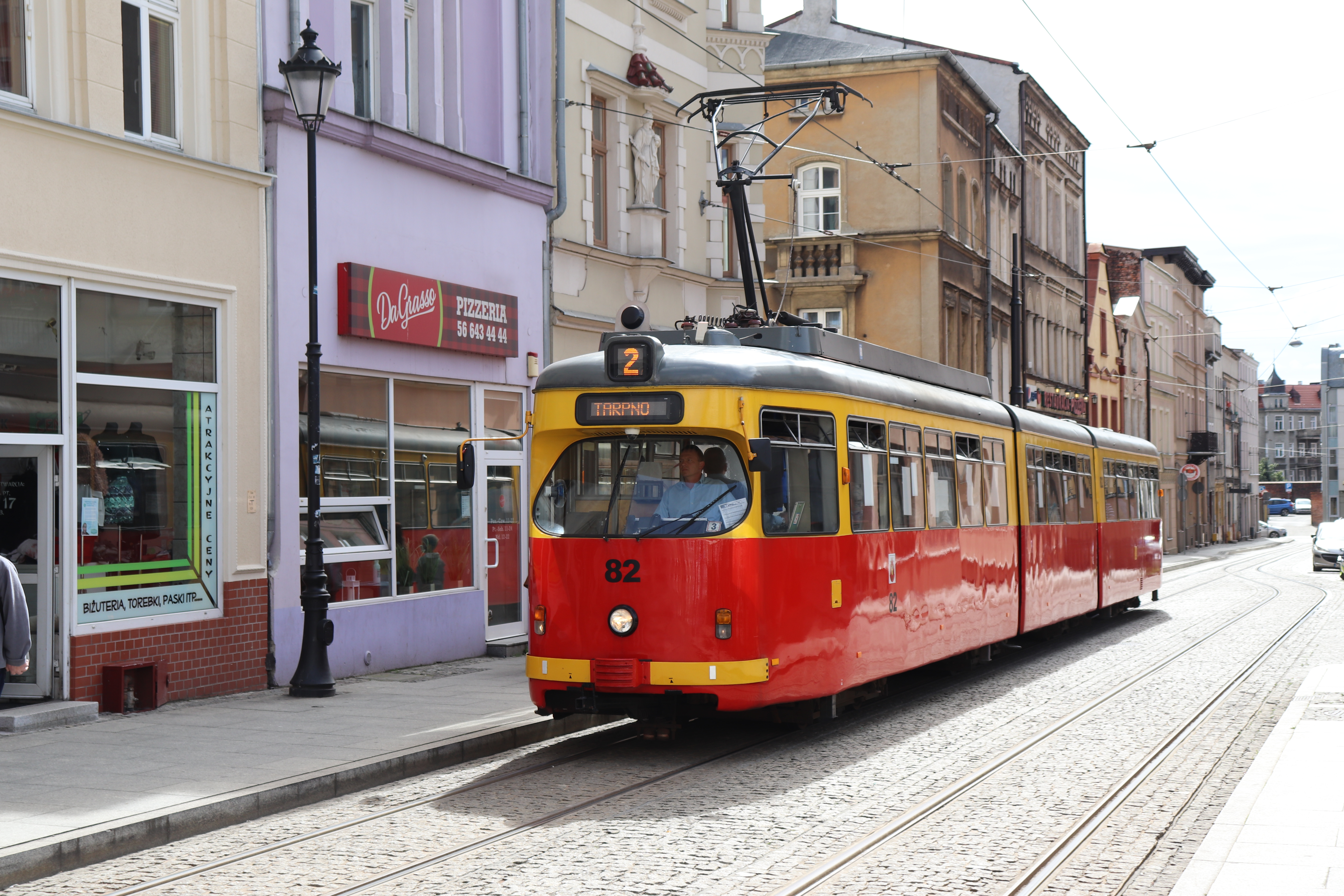
Tramwaj przy rynku
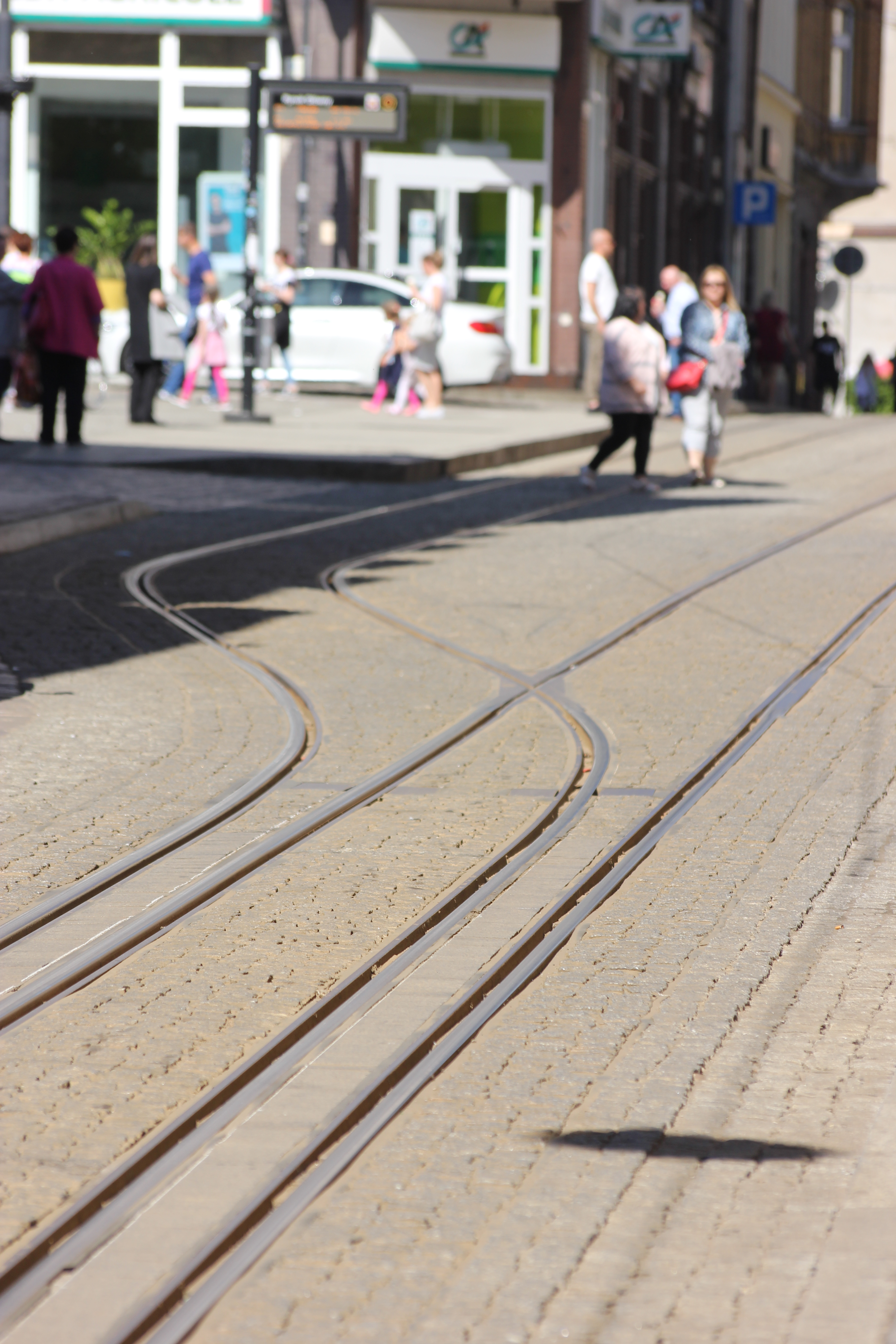
Mijanka torów przy rynku